# Giro dell'Emilia 2018
Il Giro dell'Emilia 2018, centounesima edizione della corsa, valevole come evento dell'UCI Europe Tour 2018 e della Ciclismo Cup 2018 di categoria 1.HC, si svolse il 6 ottobre 2018 su un percorso di 207,4 km, con partenza da Bologna e arrivo a San Luca, in Italia. La vittoria fu appannaggio dell'italiano Alessandro De Marchi, che completò il percorso in 5h09'35" alla media di 40,20 km/h, precedendo il colombiano Rigoberto Urán e il belga Dylan Teuns.
Sul traguardo del San Luca 77 ciclisti, su 172 partiti da Bologna, portarono a termine la competizione.

## Squadre e corridori partecipanti
| N.      | Cod. | Squadra                        |
| ------- | ---- | ------------------------------ |
| 1-7     | TBM  | Bahrain-Merida                 |
| 11-17   | AST  | Astana Pro Team                |
| 21-27   | BMC  | BMC Racing Team                |
| 31-37   | EFD  | Team EF Education First-Drapac |
| 41-47   | GFC  | Groupama-FDJ                   |
| 51-57   | UAD  | UAE Team Emirates              |
| 61-67   | MOV  | Movistar Team                  |
| 71-77   | MTS  | Mitchelton-Scott               |
| 81-87   | DDD  | Team Dimension Data            |
| 91-97   | TLJ  | Team Lotto NL-Jumbo            |
| 101-107 | SKY  | Team Sky                       |
| 111-117 | TFS  | Trek-Segafredo                 |
| 121-127 | ALM  | AG2R La Mondiale               |

| N.      | Cod. | Squadra                         |
| ------- | ---- | ------------------------------- |
| 131-137 | ITA  | Italia                          |
| 141-147 | ANS  | Androni Giocattoli-Sidermec     |
| 151-157 | BRD  | Bardiani CSF                    |
| 161-167 | WIL  | Wilier Triestina-Selle Italia   |
| 171-177 | NIP  | Nippo-Vini Fantini-Europa Ovini |
| 181-187 | AMO  | Amore & Vita-Prodir             |
| 191-197 | GAZ  | Gazprom-RusVelo                 |
| 201-207 | ICA  | Israel Cycling Academy          |
| 211-217 | CJR  | Caja Rural-Seguros RGA          |
| 221-226 | SMV  | Sangemini-Mg.K Vis-Vega         |
| 231-237 | BIC  | Biesse Carrera Gavardo          |
| 241-246 | MST  | MsTina Focus                    |

## Ordine d'arrivo (Top 10)
| Pos. | Corridore             | Squadra          | Tempo    |
| ---- | --------------------- | ---------------- | -------- |
| 1    | Alessandro De Marchi  | BMC              | 5h09'35" |
| 2    | Rigoberto Urán        | Education First  | a 8"     |
| 3    | Dylan Teuns           | BMC              | a 9"     |
| 4    | Michael Woods         | Education First  | s.t.     |
| 5    | Thibaut Pinot         | Groupama-FDJ     | a 13"    |
| 6    | Romain Bardet         | AG2R La Mondiale | s.t.     |
| 7    | Primož Roglič         | Lotto NL         | s.t.     |
| 8    | Vincenzo Nibali       | Bahrain-Merida   | a 15"    |
| 9    | Domenico Pozzovivo    | Bahrain-Merida   | a 18"    |
| 10   | Sébastien Reichenbach | Groupama-FDJ     | a 21"    |